# Кеммерих, Александр Оскарович
Александр Оскарович Кеммерих (12 сентября 1912, Москва — 31 января 2010) — советский гидролог и гляциолог, доктор географических наук (1979).

## Биография
Окончил заочное отделение МГПИ им. Ленина (1942). Кандидат географических наук (1959).
В 1930—1949 годах работал шофёром в различных автохозяйствах Москвы.
В 1949—1986 годах — в Институте географии АН СССР (с 1968 — старший научный сотрудник).
Умер 31 января 2010 года (эта дата указана на надгробном памятнике). Похоронен на 8-м участке Введенского кладбища города Москвы.

## Труды
Автор более 160 научных работ по гидрографии и гидрологии Урала, Западной Сибири и Средней Азии. Произвёл гляцио-гидрологический анализ формирования водных ресурсов Памира и Памиро-Алтая.

### Книги
- Кеммерих А. О. Гидрография Северного, Приполярного и Полярного Урала. — М.: Изд-во АН СССР, 1961. — 138 с. — 900 экз.
- Данилова Н. А., Кеммерих А. О. Времена года. — М.: Мысль, 1964. — 176 с. — 62 000 экз.
- Кеммерих А. О. Полярный Урал. — М.: Физкультура и спорт, 1966. — 112 с. — (По родным просторам). — 15 000 экз.
- Кеммерих А. О. Северный Урал. — М.: Физкультура и спорт, 1969. — 112 с. — (По родным просторам). — 20 000 экз.
- Кеммерих А. О. Приполярный Урал / Художник М. О. Бишофс. — М.: Физкультура и спорт, 1970. — 160 с. — (По родным просторам). — 20 000 экз.
- Данилова Н. А., Кеммерих А. О. Времена года. — Изд. 2-е, доп. — М.: Мысль, 1973. — 192 с. — (Рассказы о природе). — 50 000 экз.
- Кеммерих А. О. Гидрология Памира и Памиро-Алая: Водные ресурсы. — М.: Мысль, 1978. — 264 с.
- Кеммерих А. О. Путешествие целой жизни. — М.: Московские учебники и Картолитография, 2004. — 224 с. — 3000 экз. — ISBN 5-7853-0418-X (в пер.).